# Raghunathpur, Västbengalen
Raghunathpur är en ort i Indien.   Den ligger i distriktet Puruliya och delstaten Västbengalen, i den östra delen av landet, 1 100 km sydost om huvudstaden New Delhi. Raghunathpur ligger 176 meter över havet och antalet invånare är 22 802.
Terrängen runt Raghunathpur är platt. Runt Raghunathpur är det tätbefolkat, med 476 invånare per kvadratkilometer. Närmaste större samhälle är Lakhyabad, 14,2 km norr om Raghunathpur. Trakten runt Raghunathpur består till största delen av jordbruksmark.